# 4476 Bernstein
4476 Bernstein este un asteroid din centura principală, descoperit pe 19 februarie 1983 de Edward Bowell.